# Saab 29 Tunnan
De Saab 29, met als bijnaam Flygande Tunnan ("vliegende ton"), was een Zweedse straaljager uit de jaren 50. Het toestel werd ontworpen en gefabriceerd door Saab. De Saab 29 was de opvolger van de eerste Zweedse straaljager, de Saab 21R. Ondanks zijn bolle uiterlijk was het vliegtuig snel, wendbaar en effectief, als jager en als jachtbommenwerper. De Saab 29 was een van de eerste straaljagers met een pijlvleugel. In totaal zijn er 661 Saab 29's gebouwd.

## Geschiedenis

### Ontwikkeling
Na de Tweede Wereldoorlog besloot de Zweedse regering een eigen straaljager te ontwikkelen. Het project "JxR" begon in 1945 met twee ontwerpen. Het eerste ontwerp, met de codenaam R101, was een sigaarvormig vliegtuig dat enigszins leek op de Amerikaanse P-80 Shooting Star. Het winnende ontwerp met codenaam R1001 was tonvormig en bleek sneller en wendbaarder te zijn.
Het eerste van de drie prototypes vloog op 1 september 1948. In juli 1950 vloog het eerste prototype voor de serieproductie.

### Operationele inzet
In de jaren 50 werd de Zweedse luchtmacht mede door het gebruik van de Saab 29 beschouwd als de op vier na sterkste luchtmacht ter wereld, en moest ze alleen de VS, de Sovjet-Unie, Groot-Brittannië en Frankrijk voor zich dulden.
Toen de Saab 29 in dienst werd genomen gebeurden er veel ongelukken. Dit was te wijten aan de onervarenheid van de piloten met pijlvleugels en doordat er geen tweezits trainerversie bestond. De gevechtspiloten trainden eerst in een tweezits de Havilland Vampire (met rechte vleugel), voordat ze solo in een Tunnan vlogen.
De Zweedse luchtmacht gaf het jachtvliegtuig de aanduiding J 29 (Zweeds: „Jakt“) en het verkenningsvliegtuig de aanduiding S 29 (Zweeds: „Spaning“).
De jagerversie van de Saab 29 werd in 1965 teruggetrokken uit actieve dienst, maar sommige vliegtuigen werden tot en met 1974 gebruikt voor het slepen van doelen. De laatste officiële militaire vlucht van de Saab 29 vond in augustus 1976 plaats bij de 50ste verjaardag van de Zweedse luchtmacht.
In 1961 werden 30 Tunnans aan Oostenrijk verkocht. Ze bleven in dienst tot 1972.

#### Inzet in Congo
De Saab 29 was het eerste Zweedse straalvliegtuig dat daadwerkelijk oorlogsmissies vloog. In 1961 werden vijf J 29B's van de Zweedse luchtmacht in de Democratische Republiek Congo gestationeerd voor een VN-vredesmissie (zie ONUC). In 1962 kregen ze versterking in de vorm van vier J 29B-jagers en twee S 29C-verkenners. De meeste missies behelsden het aanvallen van gronddoelen met zowel interne kanonnen als ongeleide raketten. Ondanks hevige tegenstand vanaf de grond gingen er geen vliegtuigen verloren. Toen de missie in Congo werd beëindigd in 1964, werden enkele Saab 29's op hun basis vernietigd, dit omdat ze niet meer in Zweden nodig waren en de kosten van het naar Zweden terugbrengen te hoog werden geacht.